# Mullus auratus
 Mullus auratus  és una espècie de peix de la família dels múl·lids i de l'ordre dels perciformes.

## Morfologia
Els mascles poden assolir els 25 cm de longitud total.

## Distribució geogràfica
Es troba des de Nova Escòcia (Canadà) i Bermuda fins a la Guaiana. Rar al nord de la Florida (Estats Units). Absent de les Bahames.